# جين دونينغ
جين دونينغ (بالإنجليزية: Jeanne Dunning)‏ هي مصورة أمريكية، ولدت في 1960.